# Delisle (cratère)
Pour les articles homonymes, voir Delisle.
Delisle est un cratère d'impact lunaire situé sur de la face visible de la Lune à l'ouest de la  Mare Imbrium. Il se situe à l'ouest du cratère Boris. Au nord s'élève la crête du Mons Delisle. Au Nord-Est s'étend une crevasse dénommée Rima Delisle. Le cratère Delisle a une forme légèrement polygonale. les rebords du cratère ne sont pas érodés. Les rebords du cratères sont entourés d'un terrain bosselé.
En 1935, l'Union astronomique internationale lui a attribué le nom de Delisle en l'honneur de l'astronome français Joseph-Nicolas Delisle.

## Cratères satellites
Par convention, les cratères satellites sont identifiés sur les cartes lunaires en plaçant la lettre sur le côté du point central du cratère qui est le plus proche de Delisle.
| Delisle | Latitude | Longitude | Diamètre |
| ------- | -------- | --------- | -------- |
| K       | 29.0° N  | 38.4° W   | 3 km     |

Trois autres cratères parsèment les alentours de la Rima Delisle.
| Cratère | Longitude | Latitude | Diamètre | Origine du prénom        |
| ------- | --------- | -------- | -------- | ------------------------ |
| Boris   | 30.6° N   | 33.5° W  | 4 km     | Prénom masculin russe    |
| Gaston  | 30.9° N   | 34.0° W  | 2 km     | Prénom masculin français |
| Linda   | 30.7° N   | 33.4° W  | 1 km     | Prénom féminin espagnol  |